# 저수지에서 건진 치타
"저수지에서 건진 치타"(Who's That Knocking At My Door?)는 한국에서 제작된 양해훈 감독의 2007년 드라마 영화이다. 임지규 등이 주연으로 출연하였다.

## 출연

### 주연
- 임지규
- 윤채영
- 조성하
- 표상우
- 임지연

### 조연
- 김석주
- 남기주
- 서창숙
- 진영운
- 강재승
- 이재용
- 김영열
- 이종길
- 이현정
- 백인우
- 이란
- 정희성

## 기타
- 제작책임: 심길중
- 프로듀서: 최상문
- 제작부장: 박재범
- 제작부: 최신영
- 제작부: 신철
- 제작부: 구혜미
- 촬영부: 표창우
- 촬영부: 염호왕
- 촬영부: 이종우
- 촬영부: 김광호
- 촬영부: 임경우
- 촬영부: 이형빈
- 촬영부: 인희경
- 촬영부: 장건재
- 연출부: 박정애
- 스크립터: 이신지
- 조감독: 최상문
- 동시녹음: 한창아
- 동시녹음: 한대희
- 미술: 김정희
- 미술: 양해훈
- 미술: 최상문
- 편집보: 정현정
- 편집보: 배선옥
- 시각효과부문: 차현정
- 음악부문: 김민태
- 음향부문: 김민이
- 차량대여: 김동욱
- 지미집: 조남준
- 디지털처리부문: 박영지
- 시각효과부문: 김해윤
- 음향부문: 김민이
- 지미집: 이희준
- 시각효과부문: 신유민
- 음향부문: 이택환
- 지미집: 서민하
- 매니저부문: 김두한